# 郭如意
郭如意也稱郭露西（Lucy Guo，1994年10月14日—）是一位美国華裔企业家、工程师。她于2016年与亞歷山大·汪共同创立了Scale AI ，之后于2018年和公司達成協議宣佈自願從公司董事會辭去所有職務﹐公司同意她保留超過公司總股票10%的創始人股份。郭露西于2022年创立了OnlyFans 的竞争对手 Passes。据福布斯的統計，截至2025年4月17日，郭露西的身价估计为12.5亿美元，她也由此成为世界上最年轻的靠自己白手起家的女亿万富翁。 

## 早年生活和教育
郭如意的父母是來自中國大陸的移民。父母都是80年代中期來自中國的訪問學者。後來在美國取得了電子工程博士等學位後﹐一直在矽谷從事和計算機研發和設計有關的工作。郭露西出生在佛利蒙，並在上高中前一直生活在這所城市, 在MISSION SAN JOSE學區完成了小學和初中的學習。郭露西很小的时候就开始学习编程。十几岁时，她为Neopets开发机器人程序，并出售游戏内的资产来牟利。 郭露西曾就读于卡内基·梅隆大学，主攻计算机科学 ，但在2014年獲得泰爾獎學金后退学。  郭露西的父母據稱對孩子各方面要求都比較嚴格﹐鼓勵孩子努力自立不浪費﹐靠自己而非靠父母。郭露西正是在這樣的環境下養成了自立和獨立奮鬥的能力。

## 职业
在卡内基·梅隆大学就讀時，郭露西二年級時曾經在Facebook实习。大學三年級前夕﹐郭露西入選PAYPAL創始人PETER THIEL的創業獎學金 20 UNDER 20後就退學創業了。 从卡内基·梅隆大学退学後, 她曾經在Quora工作過半年左右 ，在那里認識了亞歷山大·汪。 後來她又加入Snapchat ，並成为该公司首位女性设计师。 在Snapchat，她協助开发Snap Maps。 半年之後﹐她給亞歷山大·汪打電話商量一起開公司﹐不久兩人于2016年共同创立了Scale AI.  ，在公司成立初期﹐郭露西為第一任公司總裁和執行長﹐ 郭露西 在2016年完成 A 輪投資後將CEO交給了亞歷山大·汪。在2018年她從該公司辭去一切職務. 根據當時的協議, 公司同意讓郭露西保留超過10%的公司創始人股份﹐而郭露西宣佈從公司董事會自願辭職。
2018年，她推出了一款名为“申请约会”（Apply to Date）的应用程序。 
2022年，她创立Passes，Passes的功能與OnlyFans類似。 

## 个人生活
2020年，她在迈阿密購買了一套价值670万美元的公寓。 
2024年，她在西好莱坞又购买了一套价值420万美元的房产。 